# Creation (romance)
Creation é um romance épico de ficção histórica de Gore Vidal publicado em 1981. Em 2002, ele publicou uma versão restaurada, reintegrando quatro capítulos que um editor anterior havia cortado e adicionando um breve prefácio explicando o que havia acontecido e por que ele havia restaurado os capítulos cortados.

## Resumo do enredo
A história segue as aventuras de um fictício "Ciro Spitama", um diplomata persa aquemênida do século VI-V a.C. que viaja pelo mundo conhecido comparando as crenças políticas e religiosas de vários impérios, reinos e repúblicas da época. Ao longo de sua vida, ele conhece muitas figuras filosóficas influentes de seu tempo, incluindo Zoroastro, Sócrates, Anaxágoras, Buda, Mahavira, Lao Tsu e Confúcio. Embora se identifique veementemente como persa e fale depreciativamente dos gregos, ele é meio grego, tendo tido uma formidável mãe grega.
Ciro, que é neto de Zoroastro e sobrevive ao seu assassinato, cresce na corte aquemênida como um quase nobre e se torna amigo próximo de seu colega de escola Xerxes. Devido ao talento de Ciro para línguas, o rei aquemênida, Dario I, o envia como embaixador para certos reinos na Índia e, na verdade, como um espião coletando informações para a invasão e conquista pretendida por Dario da Planície Gangética. Ciro se interessa pelas muitas teorias religiosas que encontra lá, mas, sendo um cortesão mundano, não fica impressionado com o Buda e seu conceito de Nirvana. Após chegar ao poder, o antigo colega de escola de Ciro, agora Rei Xerxes I, envia Ciro para a China, onde ele passa vários anos como prisioneiro e "convidado de honra" em vários estados em guerra do Império do Meio, e passa muito tempo com Confúcio - que, ao contrário do Buda, busca "retificar o mundo em vez de se retirar dele". Ao retornar para casa, Ciro testemunha a derrota de Xerxes e o fim das guerras greco-persas. Ciro então se aposenta, mas é chamado pelo sucessor de Xerxes, Artaxerxes I, para servir como embaixador em Atenas e testemunhar o tratado de paz secreto entre Péricles e ele.
A história é contada na primeira pessoa, conforme contada ao seu sobrinho-neto grego, Demócrito. Diz-se que a lembrança de Ciro foi motivada em parte por seu desejo de esclarecer as coisas após a publicação por Heródoto de um relato das guerras greco-persas.

## Temas principais
Vidal evoca um tema que Robert Graves já havia explorado: um ceticismo em relação aos fatos relatados e às interpretações de nossa compreensão da história, conforme relatada pelos vencedores de suas batalhas. A história apresenta um tratamento bastante divertido e sarcástico das pretensões de glória da Idade de Ouro Clássica de Atenas. Nas partes do livro que comentam a história, Vidal faz uso óbvio das Histórias de Heródoto.
Como observado na própria introdução de Vidal, o livro pode ser considerado um "curso intensivo" de religião comparada, pois, durante a história, o herói se senta com cada uma das figuras religiosas/filosóficas (exceto Sócrates) e discute seus pontos de vista.

## Recepção
Paul Theroux, em uma crítica contemporânea para o The New York Times, discordou da omissão de Vidal de "qualquer coisa como a vulgaridade doméstica", opinando que sua preocupação com "o tipo de menção de nomes patrícios que estraga tantos épicos históricos" fez do livro um bom romance em vez de "um ótimo romance".
Stan Persky, escrevendo para o Salon, referiu-se ao livro como um "conto muito subestimado".